# Indigofera omariana
Indigofera omariana är en ärtväxtart som beskrevs av Jan Bevington Gillett. Indigofera omariana ingår i släktet indigosläktet, och familjen ärtväxter. Inga underarter finns listade i Catalogue of Life.